# Rattsurfning
Rattsurfning är ett svenskt nyord som syftar till att en person kör bil och samtidigt håller på med sin mobiltelefon eller annan teknisk utrustning som stör bilkörningen. Bakgrunden till ordet är en lag från 2013 som säger att bilförare inte får använda sig av mobiltelefoner eller annan utrustning på ett sätt som stör bilkörandet. Ordet rattsurfa kom därefter, i december 2014, då Transportstyrelsen drev en reklamkampanj med titeln Sluta rattsurfa.
I samband med kampanjen Sluta rattsurfa uppgav Transportstyrelsen att 37 procent av svenska bilförare sms:ar medan de kör. För bilförare i åldersspannet 18−30 år var siffran 56 procent.